# Albacete Balompié
Albacete Balompié là một đội bóng đá Tây Ban Nha có trụ sở tại Albacete, trong cộng đồng tự trị Castile–La Mancha. Được thành lập vào ngày 5 tháng 7 năm 1939, đội hiện đang chơi ở Segunda División, giải hạng hai của bóng đá Tây Ban Nha. Đội thi đấu các trận đấu trên sân nhà tại sân vận động Carlos Belmonte, với sức chứa 17.524.

## Danh hiệu
- Segunda División: (1) 1990–91
- Segunda División B: (2) 1989–90, 2013–14, 2016–17
- Tercera División: (8) 1945–46, 1946–47, 1948–49, 1958–59, 1960–61, 1963–64, 1964–65, 1981–82
- Thăng hạng La Liga: (2) 1990–91, 2002–03
- Thăng hạng Segunda División: (2) 1984–85, 1989–90

## Cầu thủ

### Đội hình hiện tại
Các con số được thiết lập theo trang web chính thức:  và www.lfp.es
Tính đến ngày 13/2/2024
Ghi chú: Quốc kỳ chỉ đội tuyển quốc gia được xác định rõ trong điều lệ tư cách FIFA. Các cầu thủ có thể giữ hơn một quốc tịch ngoài FIFA.
| Số | VT | Quốc gia    | Cầu thủ                         |
| -- | -- | ----------- | ------------------------------- |
| 1  | TM | Tây Ban Nha | Bernabé Barragán (đội trưởng)   |
| 2  | HV | Cameroon    | Mohammed Djetei                 |
| 3  | HV | Argentina   | Jonathan Silva (mượn từ Getafe) |
| 4  | TV | Tây Ban Nha | Agus Medina                     |
| 5  | HV | Tây Ban Nha | Juan Antonio Ros                |
| 6  | TV | Tây Ban Nha | Rai Marchán                     |
| 7  | TĐ | Tây Ban Nha | Juanma García                   |
| 8  | TV | Tây Ban Nha | Riki Rodríguez                  |
| 9  | TĐ | Tây Ban Nha | Higinio Marín                   |
| 10 | TĐ | Tây Ban Nha | Manu Fuster                     |
| 11 | TĐ | Tây Ban Nha | Fidel                           |
| 13 | TM | Tây Ban Nha | Diego Altube                    |
| 14 | TĐ | Tây Ban Nha | Pedro Benito                    |

| Số | VT | Quốc gia     | Cầu thủ                 |
| -- | -- | ------------ | ----------------------- |
| 15 | HV | Brasil       | Kaiky (mượn từ Almería) |
| 16 | TĐ | Tây Ban Nha  | Dani Escriche           |
| 17 | HV | Tây Ban Nha  | Julio Alonso            |
| 18 | TV | Tây Ban Nha  | Antonio Pacheco         |
| 19 | TV | Tây Ban Nha  | Lander Olaetxea         |
| 20 | TV | Anh          | Samuel Shashoua         |
| 21 | TĐ | Tây Ban Nha  | Alberto Quiles          |
| 22 | HV | Tây Ban Nha  | Carlos Isaac            |
| 23 | HV | Tây Ban Nha  | Álvaro Rodríguez        |
| 24 | HV | Tây Ban Nha  | Cristian Glauder        |
| 25 | TM | Cộng hòa Séc | Tomáš Vaclík            |
| —  | HV | Iceland      | Diegui                  |

### Đội dự bị
Ghi chú: Quốc kỳ chỉ đội tuyển quốc gia được xác định rõ trong điều lệ tư cách FIFA. Các cầu thủ có thể giữ hơn một quốc tịch ngoài FIFA.
| Số | VT | Quốc gia    | Cầu thủ     |
| -- | -- | ----------- | ----------- |
| 29 | TV | Tây Ban Nha | Capi        |
| 30 | TĐ | Tây Ban Nha | Javi Vargas |
| 33 | TV | Tây Ban Nha | Neco Rubayo |

| Số | VT | Quốc gia    | Cầu thủ       |
| -- | -- | ----------- | ------------- |
| 34 | TĐ | Tây Ban Nha | Marcos Moreno |
| 35 | TV | Tây Ban Nha | Luis Roldán   |

### Cho mượn
Ghi chú: Quốc kỳ chỉ đội tuyển quốc gia được xác định rõ trong điều lệ tư cách FIFA. Các cầu thủ có thể giữ hơn một quốc tịch ngoài FIFA.
| Số | VT | Quốc gia    | Cầu thủ                                         |
| -- | -- | ----------- | ----------------------------------------------- |
| —  | HV | Tây Ban Nha | Juan María Alcedo (tại Mirandés đến 30/6/2024)  |
| —  | TĐ | Tây Ban Nha | Dani González (tại Celta Fortuna đến 30/6/2024) |

| Số | VT | Quốc gia  | Cầu thủ                                    |
| -- | -- | --------- | ------------------------------------------ |
| —  | TĐ | Venezuela | Jovanny Bolívar (tại Huesca đến 30/6/2024) |

## Huấn luyện viên

### Đội ngũ kĩ thuật hiện tại
| Chức vụ      | Tên              |
| ------------ | ---------------- |
| HLV trưởng   | Rubén Albés      |
| Trợ lý HLV   | Toni Madrigal    |
| HLV thể hình | José Luis Ibáñez |
| HLV thủ môn  | Carlos Cano      |

Cập nhật lần cuối: 5/2021
Nguồn: Albacete Balompié

### HLV nổi tiếng
- Dagoberto Moll (1960–61)
- Enrique Orizaola (1976–78)
- Máximo Hernández (1979–80)
- Ignacio Bergara (1981–84)
- Julián Rubio (1984–85)
- Pachín (1985–86)
- Pepe Carcelén (1988–89)
- Julián Rubio (1989)
- Benito Floro (1989–92)
- Julián Rubio (1992)
- Ginés Meléndez (tạm thời) (1992)
- Víctor Espárrago (1992–94)
- Luis Suárez (1994)
- Ginés Meléndez (tạm thời) (1994)
- Benito Floro (1994–96)
- Iñaki Sáez (1996)
- Manolo Jiménez (1996)
- Mariano García Remón (1996–97)
- Luis Sánchez Duque (1997)
- Ginés Meléndez (1998)
- Luigi Maifredi (1998–99)
- Julián Rubio (1999–01)
- Paco Herrera (2001–02)
- César Ferrando (2002–04)
- José González (2004–05)
- César Ferrando (2005–07)
- Quique Hernández (2007–08)
- Máximo Hernández (2008)
- Juan Ignacio Martínez (2008–09)
- Máximo Hernández (2009)
- José Murcia (2009)
- Julián Rubio (2009–10)
- David Vidal (2010)
- Antonio Calderón (2010–11)
- David Vidal (2011)
- Mario Simón (2011)
- Antonio Gómez (2011–13)
- Luis César (2013–16)
- César Ferrando (2016)
- José Manuel Aira (2016–17)
- Enrique Martín Monreal (2017–18)
- Luis Miguel Ramis (2018–20)
- Lucas Alcaraz (2020)
- Aritz López Garai (2020–)